# دكاكيرية الآباط
دكاكيرية الآباط (بالإنجليزية: Armpit fetishism)‏ وهي عبارة المقصود بها الولع الجنسي بالآباط.
يكون الانجذاب إما لشكل الإبط (أملس أو كثير الشعر)، أو للرائحة المصاحبة للتعرق. يظهر التفاعل الحسي أثناء المداعبة الجنسية بعدة أشكال، كالتقبيل واللعق والشم وحك القضيب وفرك الوجه أو أي عضو آخر في الجسم بمنطقة الإبط. وفي بعض الأحيان لا يحدث القذف عند الرجل وبلوغ النشوة عند المرأة إلا عند شم ومداعبة إبط الطرف الآخر. وقد يتعمد عدم الاستحمام لفترة طويلة قبل الممارسة الجنسية بهدف زيادة المتعة الجنسية.

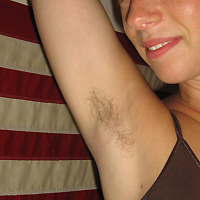
عادة ما يُفضل المنجذبون الإبط الحليق مقارنة بكثيف الشعر

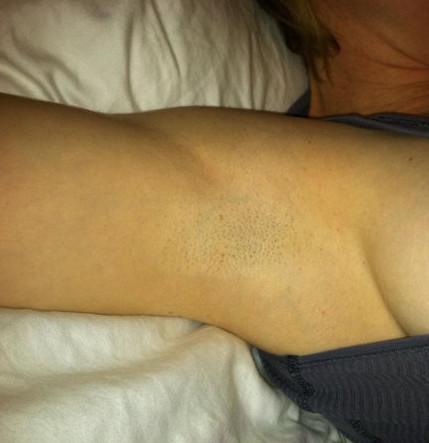
حلق الإبط مع الإبقاء على كميات ضئيلة جدا من الشعر أمر يعشقه المنجذبون إلى إبط السيدات

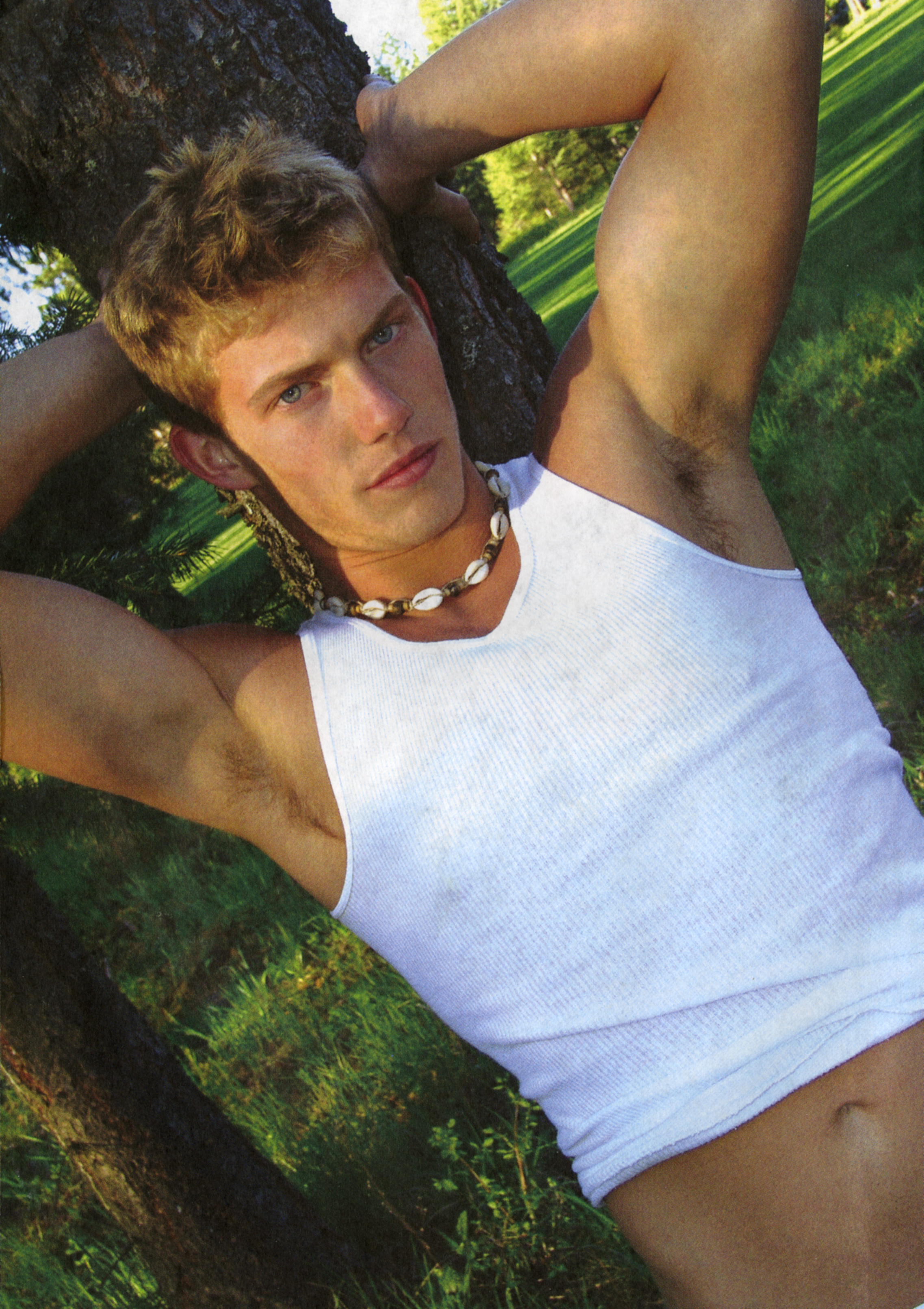
عادة ما يُتعمَّدُ عرض الآباط خلال التقاط صور فوتوغرافي مثيرة

## الرائحة
من الطبيعي أن تلعب رائحة الجسم دورا كبيرا في الجذب الجنسي،  خاصة عندما تكون هذه الرائحة قوية نوعا ما وصادرة مُباشرة من الإبط. هذا وتجدر الإشارة إلى أنه سبق للكاتب أليكس كومفورت وأن اعتبر أن حلق المرأة لإبطها يجعلها «تُخرب تلك المنطقة ببساطة» حيث أكَّدَ على أن هذا الفعل يقوم بطمس أداة جنس قوية وفعالة ثم أشاد بالفرنسيين لما لهم من وعي جنسي كبير في هذه المسألة مقارنة بالثقافة الأمريكية أو البريطانية والتي تعتمد في غالب الأحيان على مزيلات العرق وتُفقد الإبط طبيعته البشرية.
يُمكن أن يُنظر إلى الإفرازات التي يُفرزها إبط المرأة على أنها مكوِّن أساسي من مكونات أنوثتها سواء أثر هذا بالإيجاب على تلك «الأنوثة» أو نقّصَ من قيمتها. وجد الطبيب وعالم النفس البريطاني هافلوك إليس أدلة على أن رائحة إبط المرء -بغض النظر عن فعاليتها الجنسية- يمكن أن تكون بمثابة دفعة مؤقتة لجمع الطاقة التي يحتاجها الجسم للقيام بوظائفه الاعتيادية.

## الدكاكيرية
غالبا ما يتمتع الذين «يُعانون» من دكاكيريةالإبطين من خلال تقبيل تلك المنطقة، تذوقها، دغدغتها بل حتّى شم رائحة الشريك أثناء المداعبة الجنسية؛ بل هناك من يطلب من شريكه عدم الاستحمام لمدة أو على الأقل تفادي غسل منطقة الإبطين بالإضافة إلى تفادي استعمال مزيل العرق لعدة ساعات. بالنسبة لعاشقي هاته المنطقة؛ فرائحة الإبط قد تكون -من ناحية التأثير- بمثابة رائحة المهبل لدى الشخص الطبيعي. يرى سيغموند فرويد أن هذه الشهوة الجنسية أمر عادي جدا لكنها تصبح مشكلة فقط عندما يتم الاستغناء عن الجماع مقابل لحس أو شم الإبط للوصول للنشوة الجنسية.
يقوم البعض بفرك قضيبه داخل إبط شريكته من أجل الوصول للمتعة الجنسية المطلوبة؛ وعادة ما تولد قوة الاحتكاك والسخونة على مستوى تلك المنطقة شعورا عاليا باللذة لذلك يلجأ إليها العديد من الرجال في الكثير من المرات حال علمهم بتأثير تلك المنطقة وكمية الأعصاب والنهايات الحسية التي تتوفر عليها.